# Brett Dier
Brett Jordan Dier (14 de febrer de 1990, London, Canadà) és un actor canadenc, conegut pel seu paper a Jane the Virgin i per aparèixer a sèries de televisió com Bomb Girls i The L.A. Complex.

## Carrera
Dier va rebre el primer paper per a una pel·lícula de televisió, Family in Hiding, el 2006. El 2007 va aparèixer a Seventeen and Missing i The Secrets of Comforting House. El 2008 va guanyar el paper de Caden a Every Second Counts i un de suplent a Smallville'.
El 2010 va aparèixer a Diary of a Wimpy Kid i va tenir un paper recurrent a Mr. Young, també va tenir un paper a una pel·lícula de televisió, Mega Cyclone i el 2012 un paper a Space Twister. L'altre paper recurrent a una sèrie va ser a The L.A. Complex.
El 2013 va tenir un paper principal a la sèrie Ravenswood, però fou cancel·lada després d'una temporada.
Va aparèixer també a Bomb Girls i a Exeter el 2015. Des del 2014 ha fet el paper del detectiu Michael Cordero Jr. a Jane the Virgin.

## Filmografia

### Cinema
| Any  | Títol                                     | Personatge                 | Notes            |
| ---- | ----------------------------------------- | -------------------------- | ---------------- |
| 2006 | Family in Hiding                          | Matt Patterson             | Protagonista     |
| 2006 | The Secrets of Comfort House              | Bradley                    | Pel·lícula de TV |
| 2007 | Seventeen and Missing                     | Kevin Janzen               | Co-protagonista  |
| 2007 | Batalla a Seattle                         | Manifestant #2             | Paper menor      |
| 2008 | Every Second Counts                       | Caden                      | Protagonista     |
| 2009 | Phantom Racer                             | Taz                        | Paper secundari  |
| 2010 | Meteor Storm                              | Jason                      | Protagonista     |
| 2010 | Dear Mr. Gacy                             | Marcus                     | Paper menor      |
| 2010 | Diary of a Wimpy Kid                      | Ballarí de breakdance      | Cameig           |
| 2010 | Goblin                                    | Matt                       | Paper secundari  |
| 2010 | Made... The Movie                         | Marshall                   | Protagonista     |
| 2011 | Goodnight for Justice                     | Jove Clerk                 | Pel·lícula de TV |
| 2012 | Ghost Storm                               | Rob                        | Co-protagonista  |
| 2012 | Mega Cyclone                              | Will Newmar                | Protagonista     |
| 2013 | Barbie in the Pink Shoes                  | Dillon / Príncep Seigfried | Veu              |
| 2013 | The Wedding Chapel                        | Joven Larry                | Paper secundari  |
| 2013 | Mighty Mighty Monsters in Halloween Havoc | Jacob                      | Veu              |
| 2013 | Mighty Mighty Monsters in New Fears Eve   | Jacob                      | Veu              |
| 2014 | The Hazing Secret                         | Brian                      | Protagonista     |
| 2014 | Grace                                     | Brad                       | Co-protagonista  |
| 2014 | Poker Night                               | Detectiu                   | Paper menor      |
| 2015 | Exeter                                    | Brad                       | Co-protagonista  |
| 2018 | Snapshots                                 | Zee                        | Co-protagonista  |
| 2018 | The New Romantic                          | Jacob                      | Co-protagonista  |
| 2018 | Genèse                                    | Todd                       | Co-protagonista  |

### Televisió
| Any           | Títol               | Personatge          | Notes |
| ------------- | ------------------- | ------------------- | --- |
| 2007          | Kaya                | Jake                | "You Can't Always Get What You Want" (Temporada 1, Episodi 5) |
| 2007          | Aliens in America   | Junior #1           | "Junior Prank" (Temporada 1, Episodio 9) |
| 2008          | Smallville          | Clark Kent          | "Apocalypse" (Temporada 7, Episodi 18) |
| 2008          | Fear Itself         | Derek Edlund        | "Skin and Bones" (Temporada 1, Episodi 8) |
| 2009          | The Troop           | Richard             | "Forest Grump" (Temporada 1, Episodi 2) |
| 2010          | Supernatural        | Dylan               | "99 Problems" (Temporada 5, Episodi 17) |
| 2010          | V                   | James May           | "John May" (Temporada 1, Episodi 7) |
| 2011-2013     | Mr. Young           | Hutch Anderson      | Personatge recurrent (Temporada 1 a 3) |
| 2011          | Shattered           | Jonah Simms         | "Key with No Lock" (Temporada 1, Episodi 10) |
| 2011          | Endgame             | Kitch Huxley        | "The White Queen" (Temporada 1, Episodi 8) |
| 2011          | Flashpoint          | Jaime Dee           | "Run, Jamie, Run" (Temporada 4, Episodi 3) |
| 2012          | Blackstone          | Jake                | "Forgiveness" (Temporada 2, Episodi 6) |
| 2012          | The Secret Circle   | Kyle                | "Sacrifice" (Temporada 1, Episodi 18) |
| 2012          | The L.A. Complex    | Brandon Kelly       | Personatge recurrent (Temporada 2) |
| 2013          | Emily Owens, M.D.   | Henry               | "Emily and... The Social Experiment" (Temporada 1, Episodi 10) |
| 2013          | Bomb Girls          | Gene Corbett        | "The Enemy Within" (Temporada 2, Episodi 3) "Guests of Honour" (Temporada 2, Episodi 4) "The Harder We Fight" (Temporada 2, Episodi 5) "Where There's Smoke" (Temporada 2, Episodi 6) |
| 2013          | Pretty Little Liars | Luke Matheson       | "Grave New World" (Temporada 4, Episodi 14) |
| 2013-2014     | Ravenswood          | Luke Matheson       | Protagonista |
| 2014-2018     | Jane the Virgin     | Michael Cordero Jr. | Protagonista (Temporada 1–3) Estrella convidada (Temporada 4) |
| 2015          | Backstrom           | Archie Danforth     | "Dragon Slayer" (Temporada 1, Episodi 1) |
| 2018          | History of Them     | Adam                | Episodi pilot no emès |
| 2019-presente | Schooled            | C.B.                | Portagonista |